# 上海赛艇公开赛
上海赛艇公开赛，简称“上艇”，是中华人民共和国上海市自2021年起每年10月于苏州河举办的赛艇比赛。

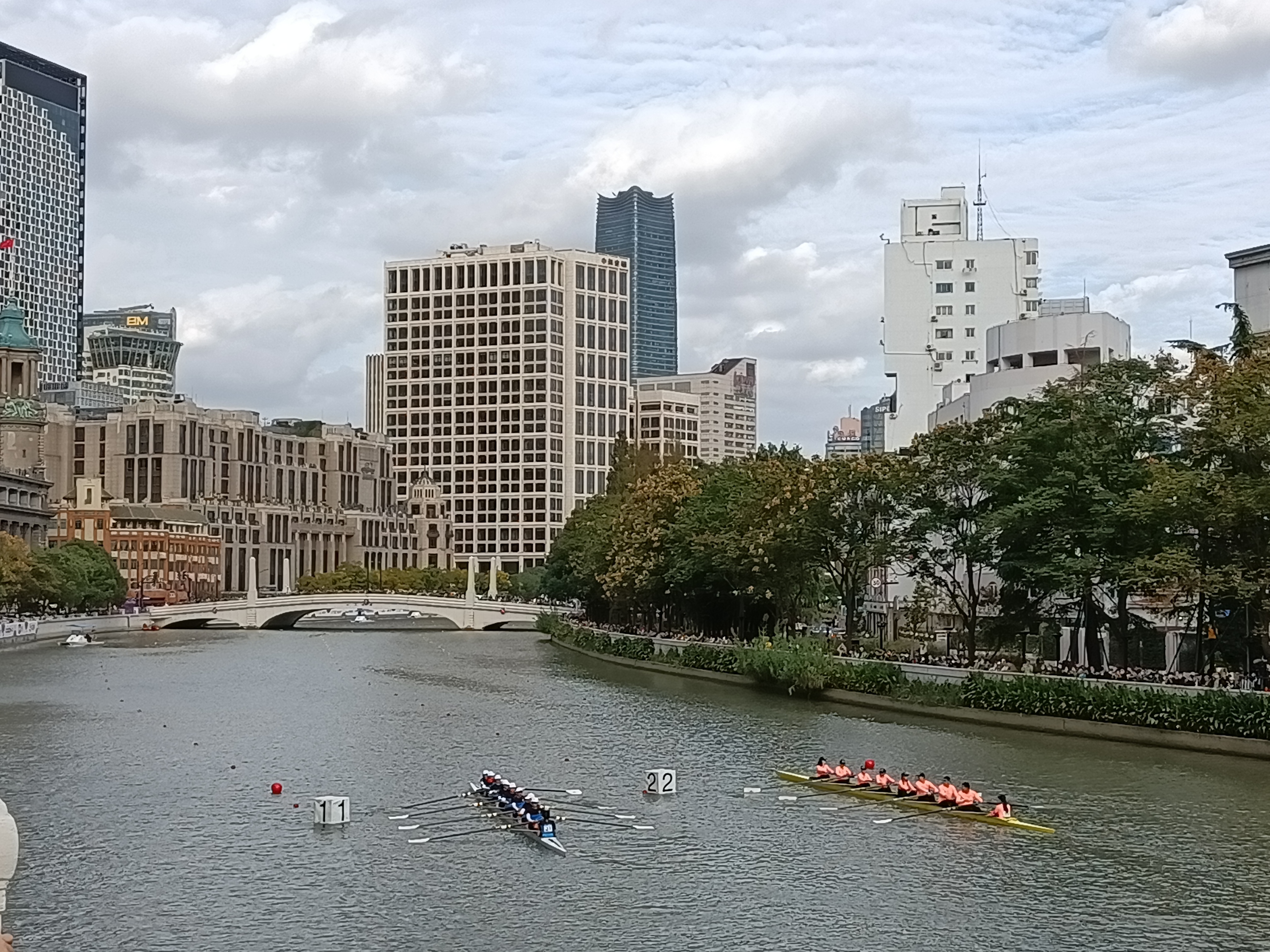
2022年上海赛艇公开赛中，两队选手正在河南路桥下等待出发

## 背景
2021年世界赛艇锦标赛曾定于2021年10月17日至24日在上海青浦淀山湖举办，但最终受到疫情影响取消。2021年的首届上海赛艇公开赛在举办时间上与原定的世锦赛相近，但并非同一比赛。2022年9月26日，上海再次获得2025年世界赛艇锦标赛的举办权。

## 历史
在2021上海赛艇锦标赛倒计时一周年时，承办上海国际马拉松“上马”的东浩兰生集团提出借此在2021年开发赛艇IP“上艇”。2021年5月14日，做客民生访谈节目的上海市体育局局长徐彬表示将于当年9月举办上海赛艇公开赛，设7公里排位赛和500米竞速赛。最终，2021年上海赛艇公开赛定于10月23日、24日举办，7公里排位赛缩减至4.2公里。2022年10月29日，第二届上海赛艇公开赛由上海市市长龚正启动。此前，10月27日还举办了“一江一河”虚拟赛艇公开赛，通过连接至计算机的室内划船器模拟在黄浦江上赛艇。
2023年9月16日至9月17日，2023上海赛艇公开赛在苏州河水域举办。該届赛事增加精英组和青少年组赛事。
2024年9月28日，2024上海赛艇公开赛在苏州河上舉行。該届赛事增加青少年组及企业荣耀组，共有41条八人艇、16条单人艇及11条四人艇参赛，总人数约650人。

## 赛制
参赛队伍分为专业组（各省市运动队）、高校组、俱乐部组（业余选手）。专业组设男子、女子八人单桨有舵手两个项目，其余组别设男子和男女混合八人单桨有舵手项目，没有单独的女子项目。所有队伍需要同时参加4.2公里和500米两项比赛。其中，500米比赛因苏州河此段为弯曲状，需交换场地比赛两次。2022年，在俱乐部组增设男子、女子单人双桨项目，该项目选手只需参加500米比赛。

## 赛道
上海赛艇公开赛于苏州河水面上举办。4.2公里项目从普济路桥附近的静安国际中心水域出发，500米项目起点则为河南路桥，最终均到达乍浦路桥与外白渡桥之间的水域。4.2公里项目需经过6个弯道，下穿13座桥梁，被认为难度较高。此外，赛道沿线有四行仓库、上海邮政博物馆、上海大厦等上海地标建筑。

## 历年成绩

### 2021年
| 组别     | 项目               | 4.2公里      | 4.2公里      | 4.2公里      | 500米        | 500米        | 500米        |
| 组别     | 项目               | 冠军         | 亚军         | 季军         | 冠军         | 亚军         | 季军         |
| -------- | ------------------ | ------------ | ------------ | ------------ | ------------ | ------------ | ------------ |
| 专业组   | 男子八人单桨有舵手 | 湖北         | 江苏         | 广东         | 湖北         | 江苏         | 广东         |
| 专业组   | 女子八人单桨有舵手 | 湖北         | 上海         | 浙江         | 湖北         | 广东         | 浙江         |
| 高校组   | 男子八人单桨有舵手 | 上海交通大学 | 西安交通大学 | 黄河科技学院 | 上海交通大学 | 黄河科技学院 | 上海海洋大学 |
| 高校组   | 混合八人单桨有舵手 | 同济大学     | 西安交通大学 | 上海立信会计 | 同济大学     | 西安交通大学 | 上海立信会计 |
| 俱乐部组 | 男子八人单桨有舵手 | 江西深潜挺进 | 南京艇友     | 江苏挺进     | 江西深潜挺进 | 南京艇友     | 江苏挺进     |
| 俱乐部组 | 混合八人单桨有舵手 | 沈阳清泉盛京 | 武汉企业家   | 上海划然     | 沈阳清泉盛京 | SDBC         | 武汉企业家   |

### 2022年
| 组别     | 项目               | 4.2公里      | 4.2公里      | 4.2公里      | 500米        | 500米        | 500米        |
| 组别     | 项目               | 冠军         | 亚军         | 季军         | 冠军         | 亚军         | 季军         |
| -------- | ------------------ | ------------ | ------------ | ------------ | ------------ | ------------ | ------------ |
| 专业组   | 男子八人单桨有舵手 |              |              |              |              |              |              |
| 专业组   | 女子八人单桨有舵手 |              |              |              |              |              |              |
| 高校组   | 男子八人单桨有舵手 | 上海海洋大学 | 同济大学     | 上海科技大学 | 上海海洋大学 | 同济大学     | 中山大学     |
| 高校组   | 混合八人单桨有舵手 | 同济大学     | 上海交通大学 | 上海立信会计 | 同济大学     | 上海交通大学 | 上海立信会计 |
| 俱乐部组 | 男子八人单桨有舵手 |              |              |              |              |              |              |
| 俱乐部组 | 混合八人单桨有舵手 |              |              |              |              |              | 同济校友队   |
| 俱乐部组 | 男子单人双桨       | 无该项目     | 无该项目     | 无该项目     |              |              |              |
| 俱乐部组 | 女子单人双桨       | 无该项目     | 无该项目     | 无该项目     |              |              |              |